# Rozenkransfeest
Het Rozenkransfeest is een schilderij van Albrecht Dürer uit 1506. Sinds 1930 maakt het schilderij deel uit van de collectie van de Nationale Galerie in Praag.

## Herkomst
Albrecht Dürer kwam in de zomer van 1505 voor de tweede keer naar Venetië. Van de Duitse kooplieden die in het Fondaco dei Tedeschi (bij de Rialtobrug) woonden, kreeg hij de opdracht een schilderij te maken voor hun parochiekerk, de San Bartolomeo. Het beeld moest een ideale bijeenkomst van de rozenkransbroederschap voorstellen. De rijke bankier Jakob Fugger, die de schilder onderdak bood, speelde een belangrijke rol bij deze opdracht.
In september 1506 werkte Dürer nog steeds aan het schilderij. De doge, de patriarch en andere Venetiaanse edelen bezochten toen Dürers atelier om het werk te bekijken. Dürer beschreef het bezoek later in een brief uit 1523 aan de Senaat van Neurenberg, waarin hij verklaarde dat hij een aanbod van de doge om officieel schilder van de Republiek Venetië te worden, had afgewezen. Wellicht bevond Giovanni Bellini zich ook onder de bezoekers die dag.
Dürer was zeer tevreden over het eindresultaat. Aan zijn vriend Willibald Pirckheimer schreef hij op 23 september 1506: “Ik deel u mede dat er in het hele land geen beter beeld van de Maagd Maria bestaat dan het mijne.” Het zelfvertrouwen van Dürer wordt ook weerspiegeld in het feit dat hij zichzelf aan de rechterrand van de afbeelding heeft afgebeeld. Hij houdt een stuk papier vast met het Latijnse opschrift: "Exegit quinque mestri / spatio Albertus / Durer Germanus MDVI / AD". Met deze aantekening geeft Dürer aan dat hij het schilderij in slechts vijf maanden in het jaar 1506 maakte. 
Na langdurige onderhandelingen met de parochie van de San Bartolomeo en de familie Fugger kocht keizer Rudolf II het schilderij in 1606 voor het enorme bedrag van 900 dukaten en vervoerde het naar Praag. Na de ontruiming van de Praagse burcht in 1782 onder Jozef II kwam het schilderij in particulier bezit. In 1793 wist pater Wenzel Mayer, de abt van het Strahovklooster, het te verwerven. Pas in 1930 kwam het schilderij in de Nationale Galerie in het Sternbergpaleis terecht. In de loop der eeuwen raakte het schilderij beschadigd, mede door slecht uitgevoerde restauraties. Hierdoor gingen details verloren, zoals een vlieg op de knie van Maria. Deze zijn op vroege kopieën van het schilderij nog te herkennen.

## Voorstelling
Op het schilderij wordt Maria en Jezus afgebeeld op een troon met een baldakijn die wordt vastgehouden door twee putti. Twee andere putti laten een kroon van goud, parels en edelstenen boven het hoofd van de madonna zweven. Aan haar voeten speelt een engel op een luit, een duidelijk eerbetoon aan de altaarstukken van Giovanni Bellini. Maria, Jezus, de heilige Dominicus, de grondlegger van de rozenkransdevotie, en andere putti delen Rozenkransen uit aan een menigte die wordt aangevoerd door de keizer en de paus. 
In 1475 richtte Jacob Sprenger een van de eerste rozenkransbroederschappen op in Keulen. De toekomstige keizer Maximiliaan I sloot zich in dat jaar bij deze gemeenschap aan, nadat hij de stad Neuss bevrijd had die Maria om hulp had aangeroepen. De keizer voert de rij knielende aanbieders aan de rechterkant aan. Paus Julius II completeert de piramide van de hoofdrolspelers. Omdat Julius II een tegenstander van Venetië was, schilderde Dürer geen realistisch portret.
De gelovigen in de menigte zijn niet meer allemaal te identificeren. De vierde van links is waarschijnlijk Burkhard von Speyer, de kapelaan van de San Bartolomeo. Hij is bekend van een portret dat Dürer in dezelfde tijd van hem maakte (Britse koninklijke collectie). Naast hem knielt de patriarch van Venetië, Antonio Soriano, met gevouwen handen. De personen naast de schilder aan de rechterkant zijn waarschijnlijk Leonhard Vilt, oprichter van de Broederschap van de Rozenkrans in Venetië, en (in het zwart) Hieronymus van Augsburg, de architect van de nieuwe Fondaco dei Tedeschi.
Dürers schilderij combineert de Duitse iconografie van de rozenkransbroederschap met Venetiaanse invloeden, zoals het landschap op de achtergrond, het baldakijn boven Maria, de engel die luit speelt en de putti. De schilder bereikte zo een synthese van Noordse en Italiaanse kunst.

## Afbeeldingen

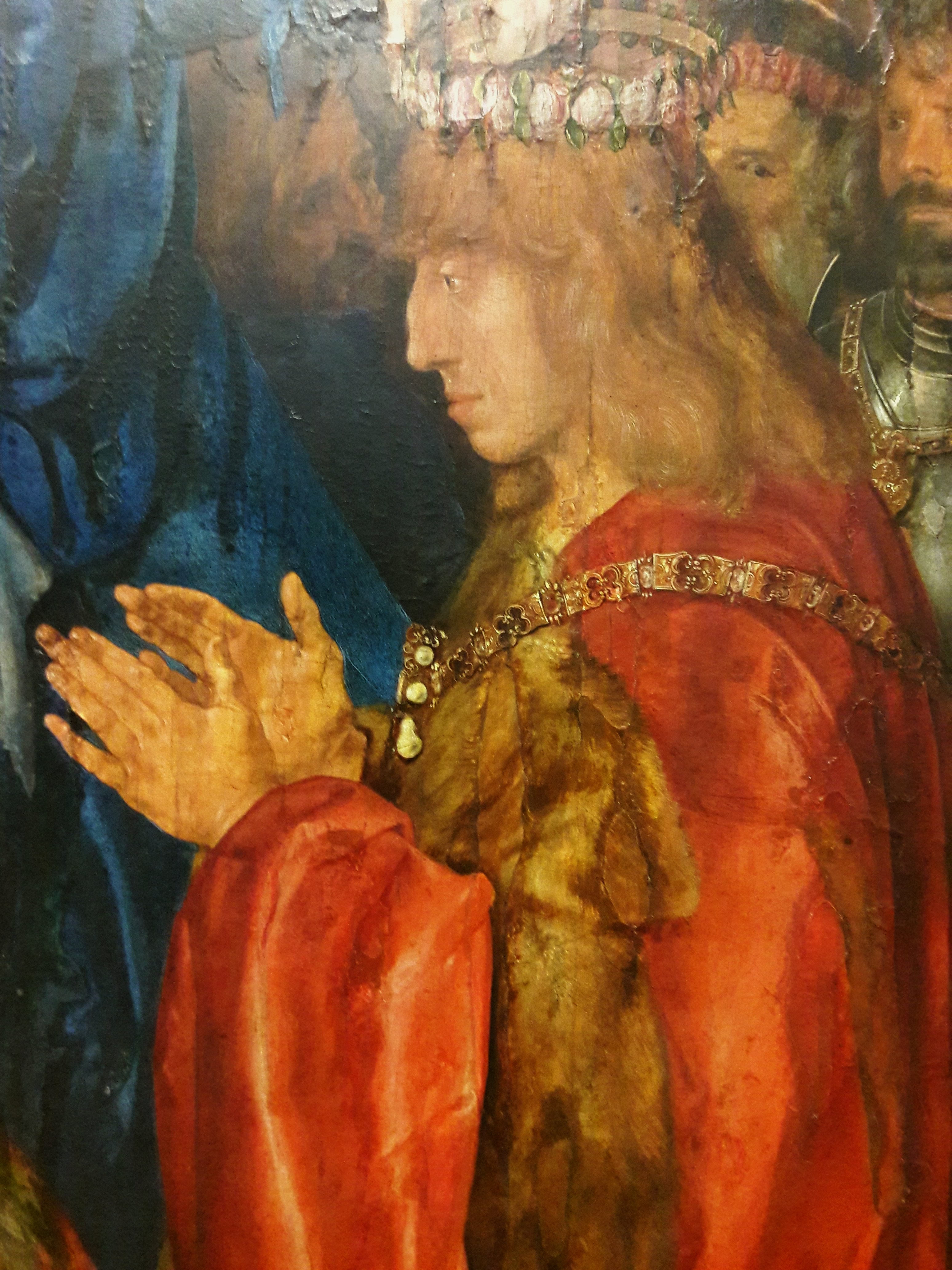
Detail, keizer Maximilian I
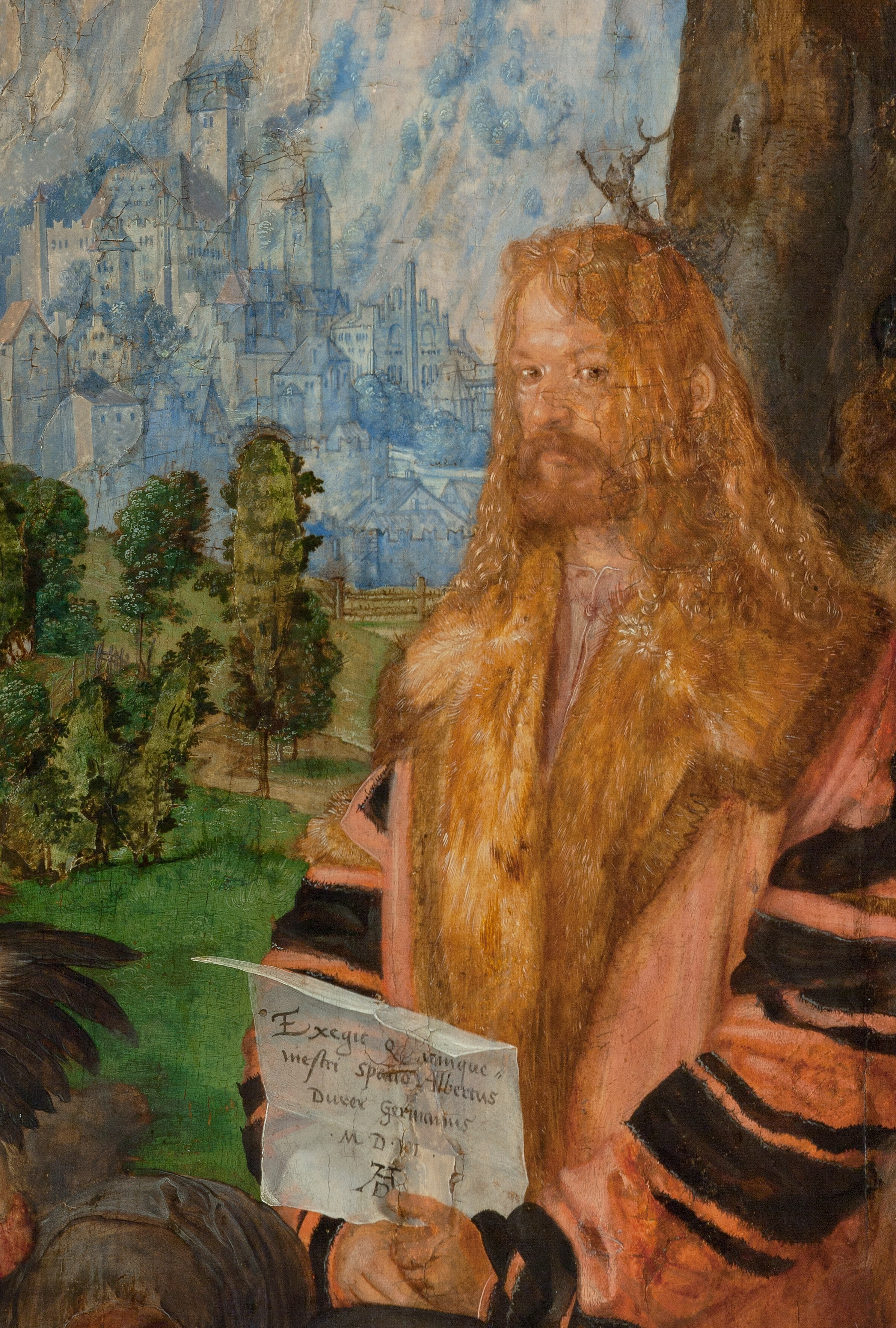
Detail, zelfportret met inscriptie
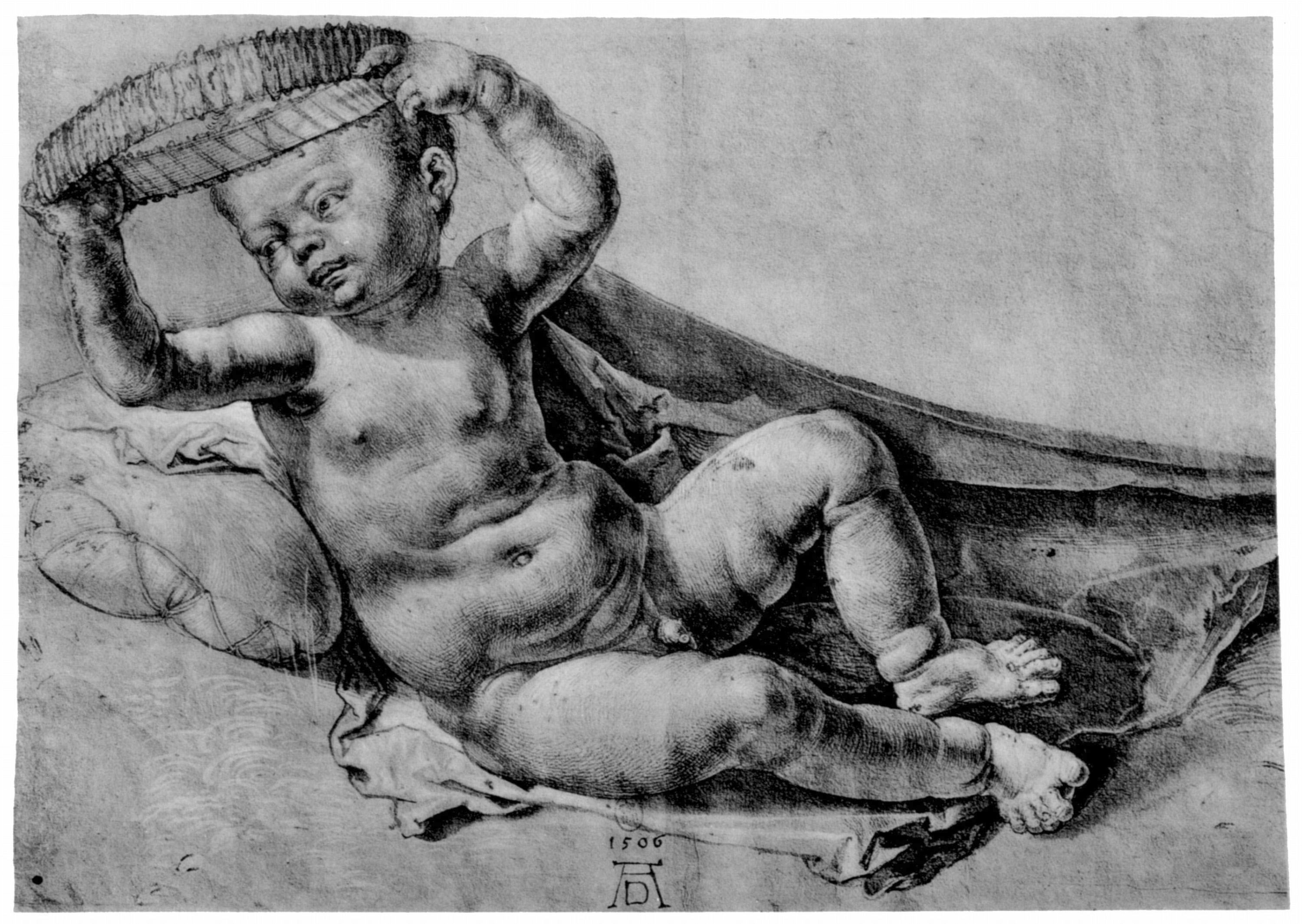
Studie voor het kind Jezus
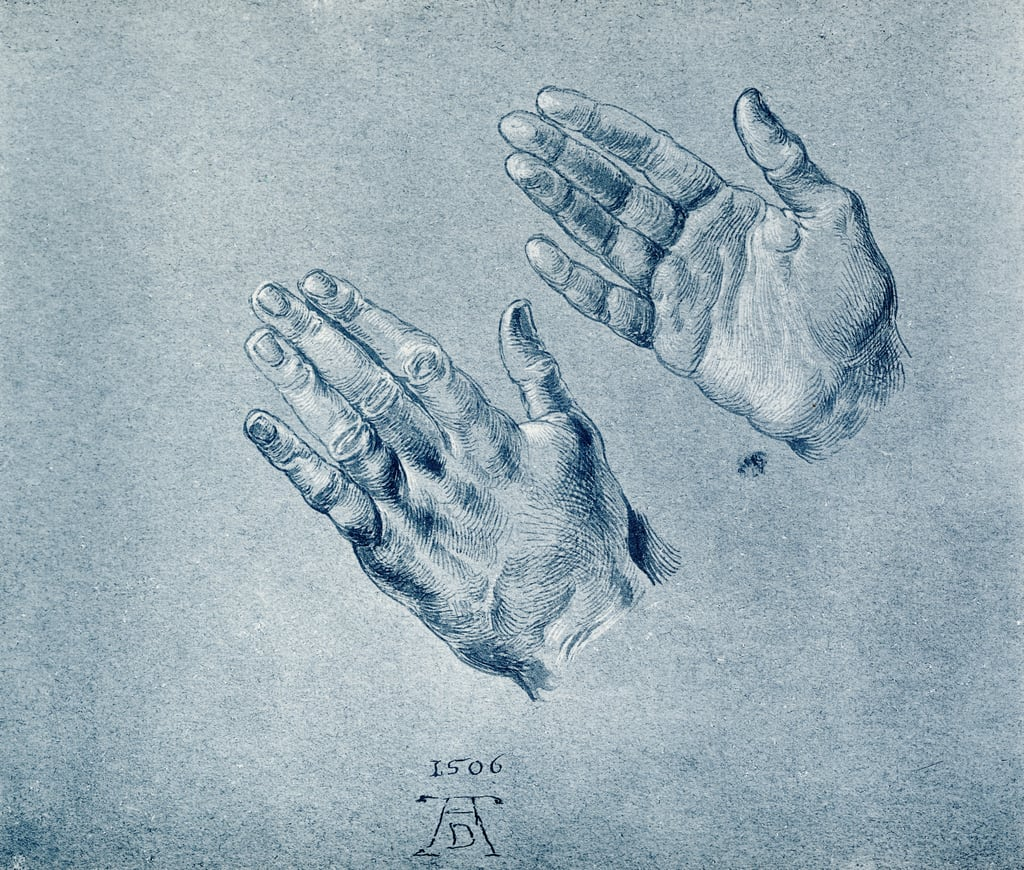
Studie voor de handen van Maximilian
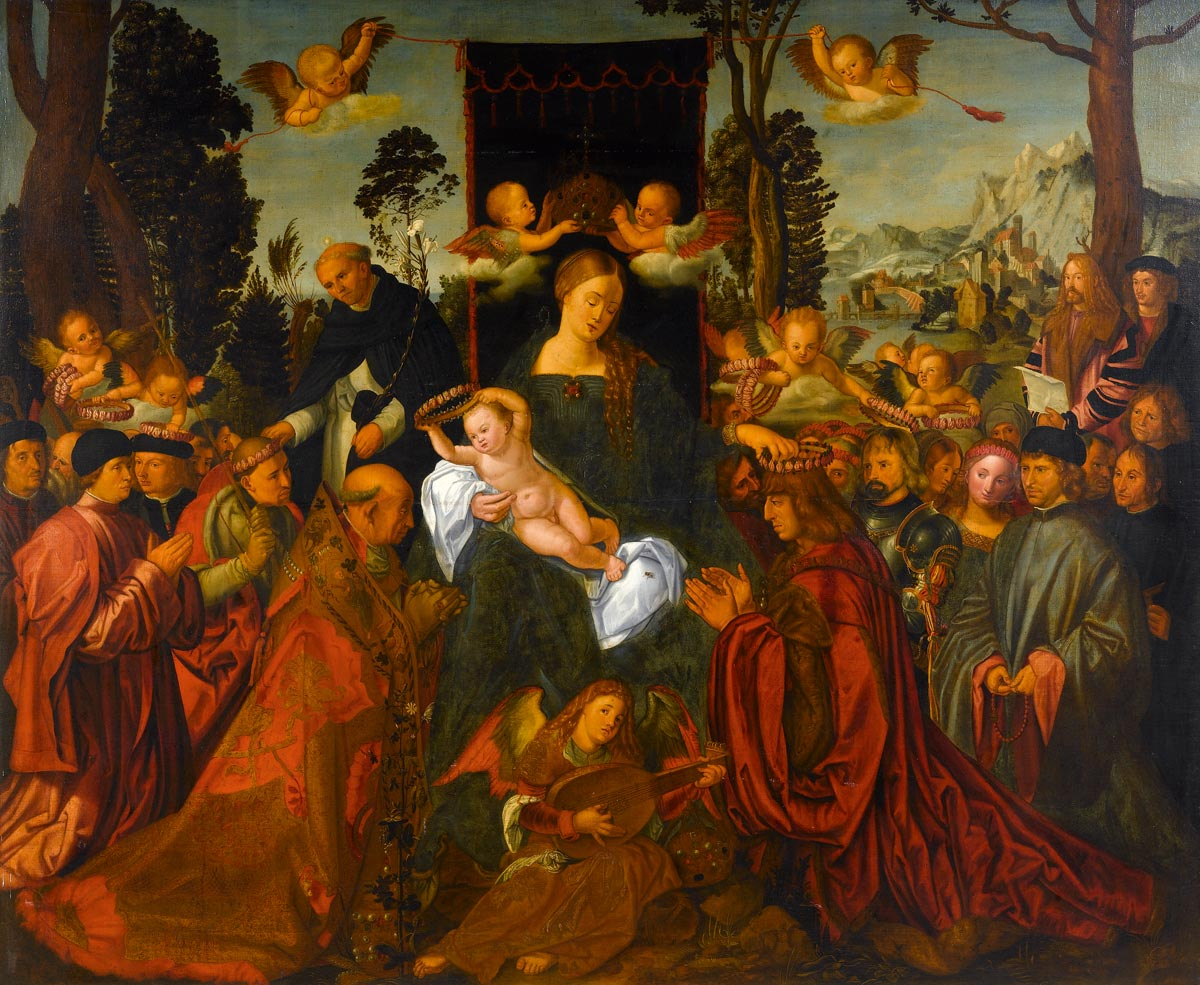
Vroege kopie uit Venetië
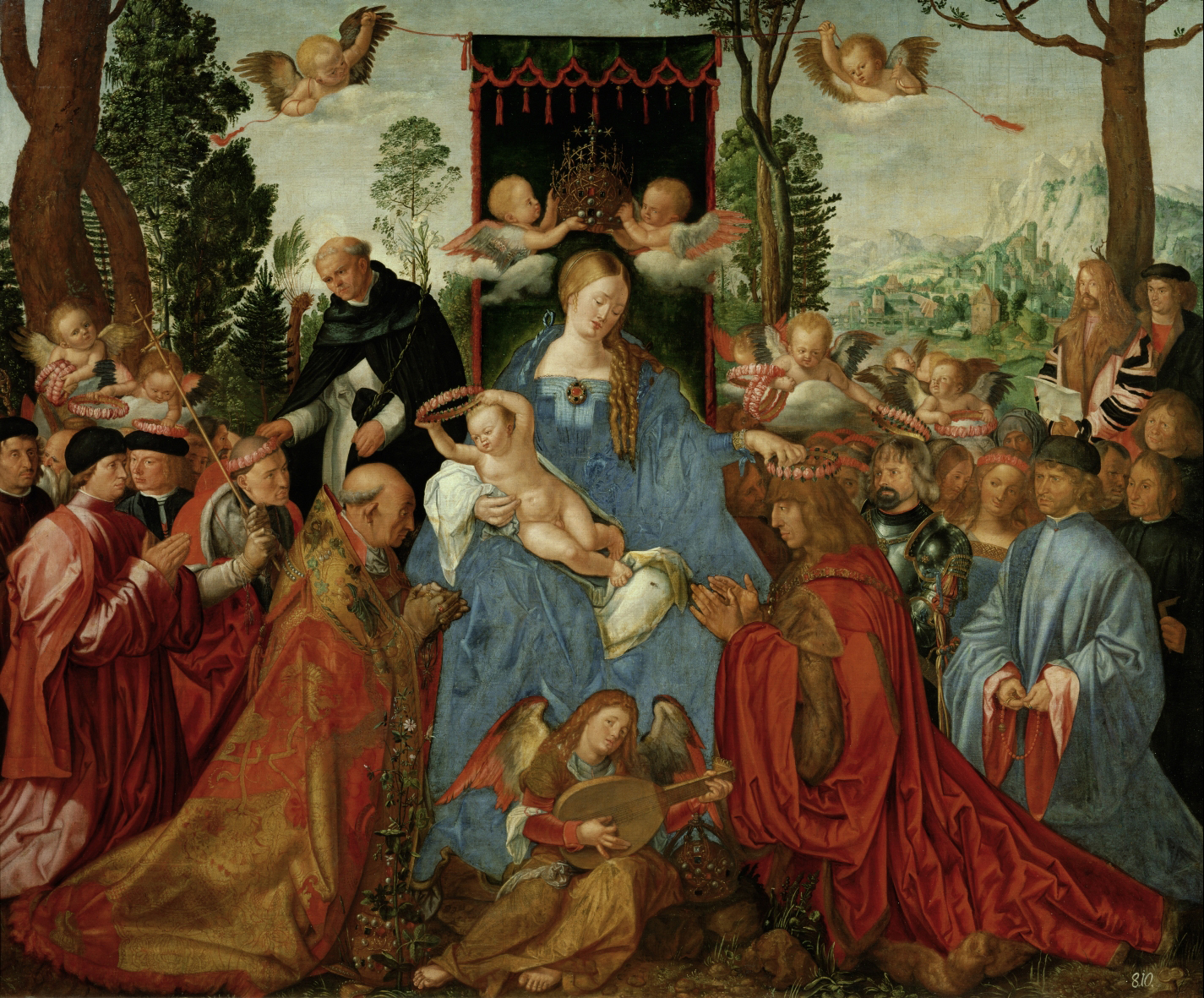
Vroege kopie